# Tibbot na Long Bourke
Tibbot na Long Bourke (1567-18 de junio de 1629), anglificado como Theobald Bourke, fue un noble y parliamentaro irlandés. Miembro prominente de los MacWilliam Burke de Mayo, Tibbot fue miembro de la Cámara irlandesa de Commons y fue creado posteriormente primer Vizconde Mayo. Su exitosa trayectoria sigue e ilustra la difícil transición de los aristócratas irlandeses de mundo gaélico tradicional durante el periodo Tudor en Irlanda.
El nombre de Bourke tuvo diferentes grafías como Teabóid o Tepóitt en irlandés medieval. Tibbot deriva de Thibault, francés de Theobald; y na Long significa «de los barcos», ya que nació un barco. Esto se traduce habitualmente como Tibbott o Tibbot na Long.

## Señoríos MacWilliam
Los antepasados irlandeses de Tibbot los comienzan en William de Burgh que recibió el señorío de Connacht en 1215 de Juan I. Su hijo Ricardo (muerto en 1243) tomó posesión real de la provincia en el siglo XIII. Su descenso entonces dividió sus tierras a:
- Mac William Uachtar (Superior), con base en Condado Galway
- Mac William Iochtar (Inferior), con base en Mayo

Estas ramas mantuvieron sus tierras contra adversarios gaélicos y normandos en los siguientes siglos y son un ejemplo de familia Hiberno-Normanda que realizó matrimonios mixtos y adoptó la cultura gaélica en torno a 1400 (ver Resurgencia gaélica).

## Primeros años

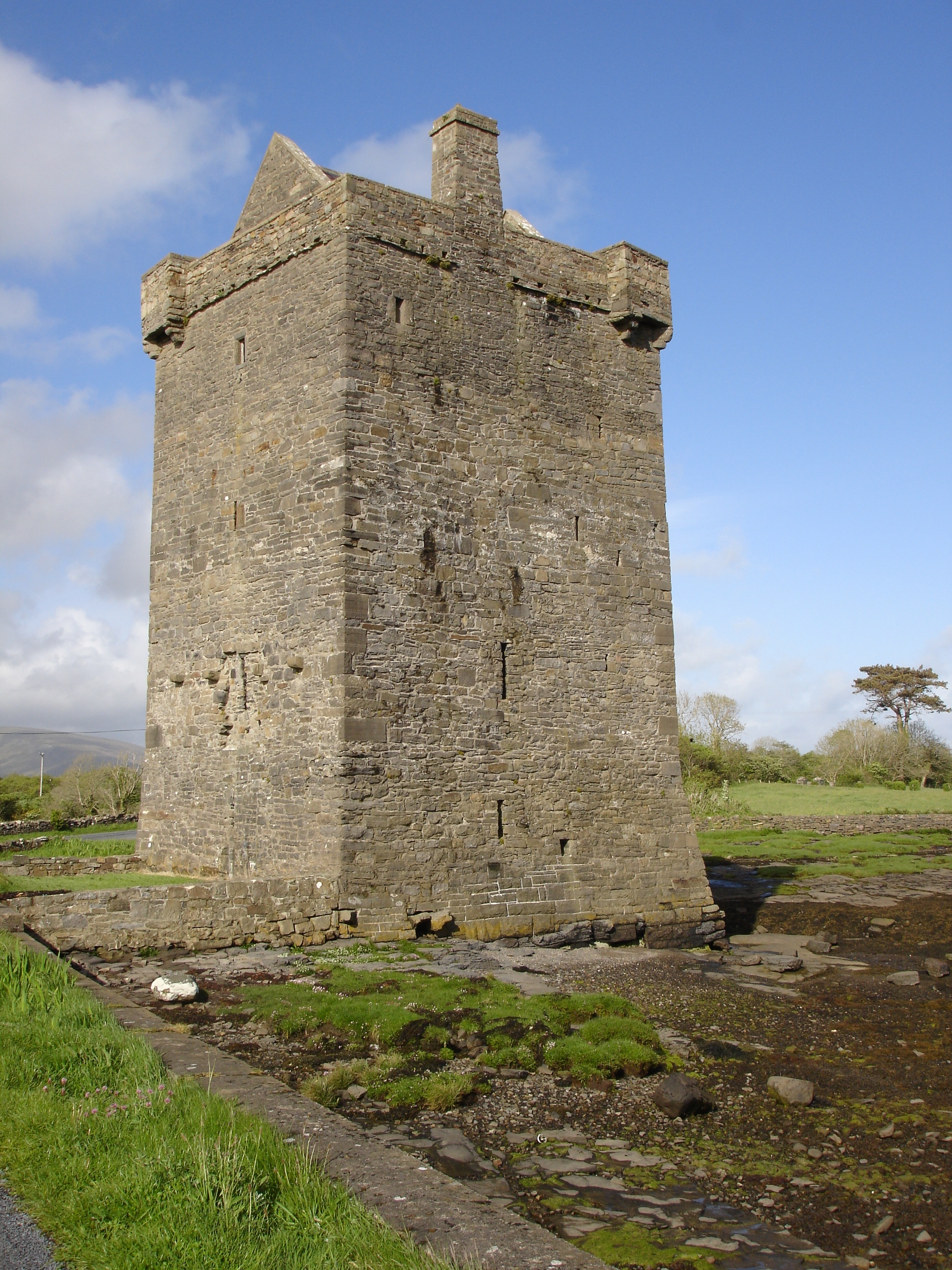
El castillo Rockfleet, base principal de Risteard un Iarainn.

Su madre fue la famosa pirata Grace O'Malley (1530-1603) y su padre fue Risdeárd un Iarainn Bourke (muerto en 1583), su segundo marido, y miembro sénior de los MacWilliam Iochtar. Risdeárd Un Iarainn ("Hierro Richard") recibía ese nombre, bien por llevar cota de malla o por sus trabajos de hierro. Ambos padres poseían tierras a lo largo de la costa del oeste de Mayo. Tibbot nació en el mar, presuntamente justo antes de que la flota de su madre entrara en batalla con piratas berberiscos.
Tibbot casó con Maeve, hija de Donal/Domnhnall O'Conor Sligo, en 1585, y tuvieron ocho hijos.

## Señor de MacWilliam Iochtar, 1576-1592
Desde 1541 el nuevo Reino de Irlanda fundado por Enrique VIII intentaba implicar e incluir a los autónomos jefes locales a través del proceso de rendición y reconcesión. Después de la primera rebelión de Desmond (1569-76) la administración de Dublín decidió aplicar el proceso en Connacht a los jefes autónomos como los MacWilliam Iochtar, pero con considerables dificultades. En esta época, el clan poseía la mayor parte de la mitad occidental de Mayo. En cambio, uno de los Mac William Uachtar (Clanricarde) de Galway había sido creado conde de Clanricarde en 1543.

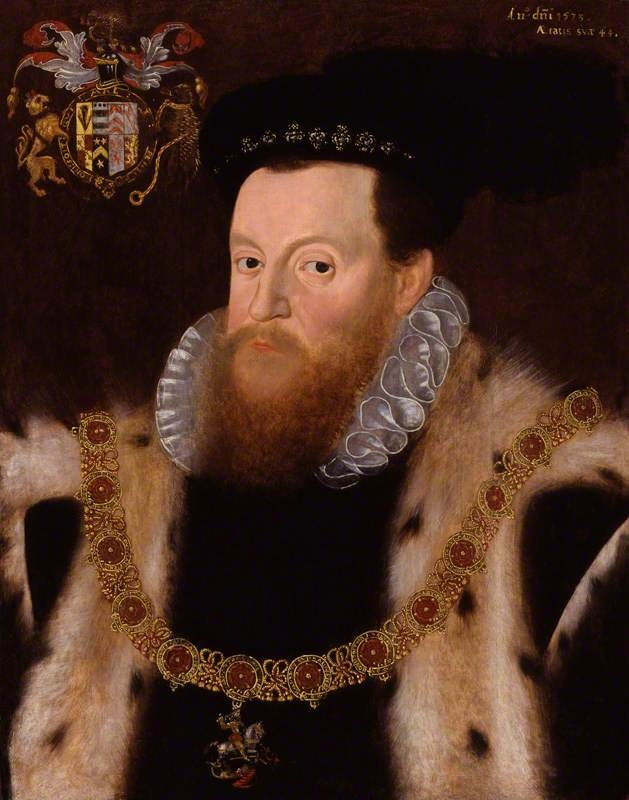
Sir Henry Sidney, 1573.

En 1576, la madre de Tibbot se sometió a Henry Sidney, el lord diputado, por sus territorios. Sin embargo, en el clan de MacWilliam Ioctar Burke, Risteard un Iarainn era el tanistry, elegido por el clan como el heredero de Shane Burke. Si el clan aceptaba la rendición y reconcesión, Richard perdería su esperada jefatura, y Shane sería sucedido por su hijo, de acuerdo a la primogenitura. Richard por tanto se unió al conde de Desmond, entonces adversario principal de Sidney, mientras su mujer Grace saqueaba las tierras de Desmond con su flota de barcos en 1577 y fue tomada prisionera hasta 1579.
En noviembre de 1580 Richard acordó una paz favorable con Grey, el nuevo lord diputado. En aquel momento, Grey estaba absorbido por la Segunda Rebelión de Desmond. Richard fue reconocido como jefe de clan autónomo por la Corona, singularmente sin tener que adoptar rendición y reconcesión, por documento de 16 de abril de 1581.
En 1585 Grace gobernaba MacWilliam Iochtar con Tibbot, de 19 años. Ese año el lord diputado sir John Perrott, decidió asegurar la provincia en la "Composición de Connaught" y Tibbot fue tomado como rehén para asegurarse la conformidad de Grace. Durante ese periodo, Tibbot aprendió inglés y se casó con Maeve, hija de Donal O'Conor Sligo.

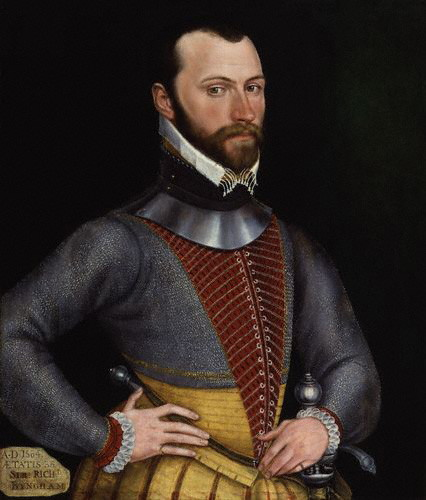
Sir Richard Bingham

En 1586 el clan MacWilliam Iochtar se dividió acerca de la opinión de Perrot sobre la sucesión del clan. Tibbot fue liberado por Richard Bingham para ayudar a la política de Perrott, pero se unió a la rebelión. En 1587 buscó una tregua, seguida de otra rebelión en 1589 y una paz final en marzo de 1590. A estas alturas, ya era reconocido como jefe del clan y aceptó los términos de la composicíon, pagando su arras como renta de jefatura a la Corona.
Sin embargo, tras la huida de Red Hugh O'Donnell del castillo de Dublín en 1592, Tibbot levantó Mayo en su ayuda. Sus ataques sobre los ejércitos de Bingham fueron rechazados la ayuda española prometida no llegó y O'Donnell demandó paz. Tibbot "fue dejado alto y seco" por O'Donnell, pero recibió otro perdón.

## Guerra de los Nueve Años
- Para un relato más detallado de sus actividades durante la guerra, ver la vida de su rival: Tibbot Kittagh

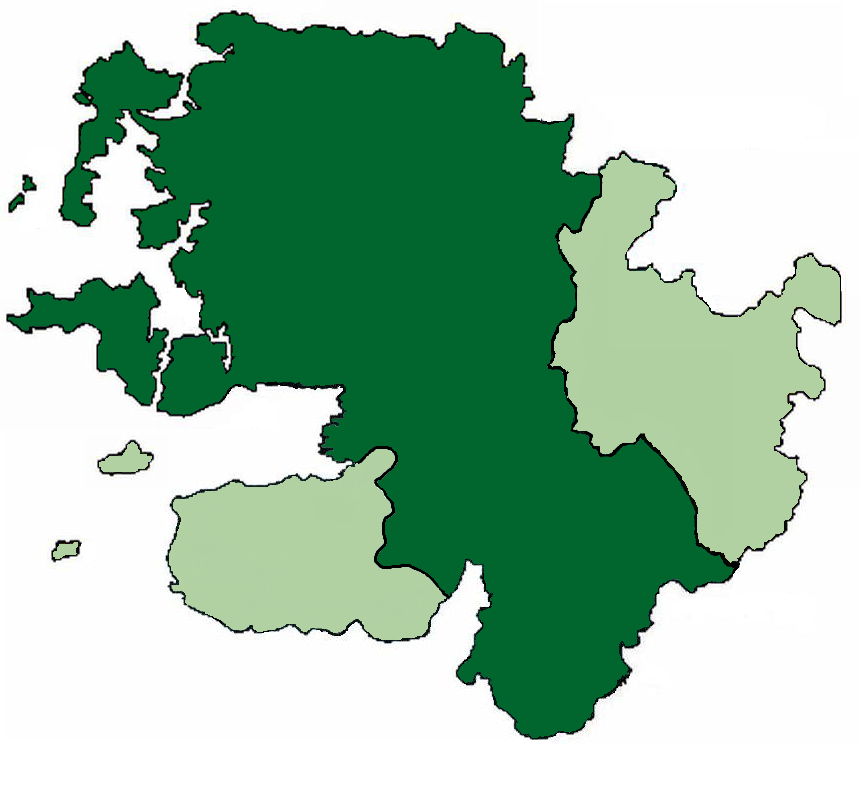
Extensión de Mac William Iochtar en Condado Mayo, c. 1590

En los prolegómenos de la guerra de los nueve Años a comienzos de 1593, el conflicto había estallado entre la Presidencia de Connaught y Hugh Roe O'Donnell de Tyrconnell y Brian Óg O'Rourke de Breifne Occidental. En una carta a O'Rourke, Tibbot juraba levantar un ejército en mayo que se coordinaría con los reyes rebeldes de Úlster, si O'Rourke podía resistir contra Bingham otro mes. Esto llevó al arresto de Tibbot en mayo de 1593 y fue custodiado en Athlone. Su madre Grace visitó a la Reina Isabel en Londres en junio de 1593 y obtuvo su liberación. Tibbot aceptó luchar contra algunos de sus primos Burkerebledes, mientras su hijo Miles era mantenido como rehén por Bingham.
En abril de 1594 Grace visitó a Elizabeth otra vez, y finalmente obtuvo términos favorables de rendición y reconcesión para Tibbot. Esta visita marcó una gran diferencia, ya que comenzaba la guerra de los Nueve Años; como resultado, O'Donnell acordó en 1595 con su primo Theobald Kittagh, su sucesión como jefe de clan. Tibbot pronto recuperó su posición en mayo, y no se unió a O'Donnell y su aliado principal Hugh O'Neill en la guerra. Inicialmente apoyó al gobierno inglés de Conyers Clifford, antes de tomar una función menos activa en la guerra. Clifford resultó totalmente derrotado en 1599 en la batalla de Curlew Pass. Mientras los rebeldes marchaban al sur hacia su derrota final en Kinsale en 1601, Tibbot embarcó a 300 hombres en tres barcos, navegó al sur, y mantuvo a ambos lados esperando su ayuda.

## Década de 1600
En 1603 Jacobo I sucedió a Isabel I y O'Neill se sometió a los acuerdos del Tratado de Mellifont. Al año siguiente, Tibbot fue ordenado caballero y recibió el nombre de sir Tibbot ne Longe Bourke. Por primera vez Irlanda estaba completamente bajo control inglés. Después de la Fuga de los Condes en 1607, Tibbot fue acusado de conspirar para ayudarles, y fue arrestado otra vez en 1608; esto se probó infundado. En 1610 estuvo otra vez bajo sospecha, cuando la administración interceptó cartas de España esperando implicarle en la revuelta; fue perdonado una vez más.
También representó a clanes locales más pequeños en temas como inscripción de propiedades con la administración de Dublín. Sus arrendatarios pagaban la renta bajo el sistema de mediería, conocido en Irlanda como cuttings and spendings, entregándole aproximadamente un cuarto o tercio de cada cosecha. Dado el húmedo clima irlandés, este método era probablemente más realista que el esperar un pago fijo en efectivo. Su hijo Miles recibía una renta anual por Murrisk en 1633: £3 en efectivo, una res de vacuno, 40 quarts de mantequilla, un cuenco de comida y un cuenco de malta.

## 1613-1629
En 1613-15 Tibbot fue uno de los dos parlamentarios de Mayo en el Parlamento de Irlanda. Siendo católico, votó contra la creación de burgos nuevos para parlamentarios protestantes; las nuevas normas dieron mayoría a los protestantes de 108-102 en los Comunes.
La guerra anglo-española (1625-30) comenzó poco después de la ascensión de Carlos I, y una vez más, él y su hijo Miles fueron acusados de planear una revuelta católica. Poco después de esto fue creado vizconde Mayo en junio de 1627, con el nombre de Theobald. En 1628 él y otros nobles católicos iniciaron una campaña para persuadir al rey Carlos de reformar algunas leyes anticatólicas, conocidas como "Las Gracias". Murió el 18 de junio de 1629 y fue enterrado en Ballintubber.
Mientras que Tibbot permaneció católico, se aseguró de que por razones políticas su hijo Miles conformara a la iglesia anglicana y fuera educado en Oxford, y sus otros niños permanecieron católicos.

## Familia
Tibbot se casó en 1585 a Maeve/Maud, hija de Charles O'Conor Sligo. Tuvieron varias hijas y cuatro hijos:
Miles, II vizconde, muerto en 1649; casado primero con Honora Burke y luego con Isabella Freake.
David
Theobald Riabach
Richard, m. Anne McMahon
Los descendientes de Miles llegaron hasta el VIII vizconde, que murió en 1767. Después tres de los descendientes de Richard fueron potenciales candidatos hasta 1814, pero nunca ocuparon sus asientos en parlamento.